# ホスファアルキン
ホスファアルキン (Phosphaalkyne) は、炭素とリンの間に三重結合を持つ有機リン化合物である。IUPAC名は、アルキリジンホスファン (Alkylidynephosphane) である。
2つのタイプのホスファアルキンが知られている。1つめは、ニトリル (R–C≡N) のアナログであり、即ちニトリルの窒素原子がリン原子に置き換わったものである。もう1つは、五価の3配位リンである。これらは、イリドやホスフィノカルベンとも言える。イソニトリルR–P+≡C−でリンに対応するものは観察されていない。
1950年、H. Albersは、1つめのタイプのホスファアルキン (H–C≡P) の元となる化合物の存在を初めて示した。この化合物は赤外分光法によって同定され、その合成法は1987年にManfred Regitzによって改良された。最初の安定なホスファアルキンの合成は、置換基Rとしてtert-ブチル基を持つもの（tert-ブチルホスファアセチレン）で、1981年にGerd BeckerとWerner Uhlによって報告された。これらのホスファアルキンは、1,2-付加反応と環化付加反応を経る。
2000年、Guy Bertrandは、2つめのタイプのホスファアルキンの最初の構造を報告した。このP-C-Rの結合角は152.6°であり、そのためこのタイプはリンのビニルイリド構造と呼ぶべきものである。

## シアフィドイオン
リンシアニドに対応するシアフィドイオンP≡C−は、塩としては知られておらず、気相のみが観察されている。計算上では、このイオンの−1の電荷は主に炭素(0.65)に存在する。一方分子は、特定のルテニウム錯体の末端リガンドで、dppeに安定化されたtrans-[(dppe)2Ru(H)(C≡P)]に存在する。